# 未老站
未老站（：／ Miro yeok */?）是位于韩国江原道三陟市未老面的一座号志站，属于岭东线。

## 历史
- 1940年7月31日 - 落成使用[1]。

## 相鄰車站
韓國鐵道公社
嶺東線
上鼎信號場－未老－桃京里信號場